# Kumango
Kumango is een bestuurslaag in het regentschap Tanah Datar van de provincie West-Sumatra, Indonesië. Kumango telt 1922 inwoners (volkstelling 2010).